# Buffalo (condado de Jackson)
Buffalo (condado de Jackson) es un área no incorporada ubicada en el condado de Jackson (Virginia Occidental), Estados Unidos. Está catalogada como un asentamiento humano por la Junta de Nombres Geográficos de los Estados Unidos.
El número de identificación (ID) asignado por el Servicio Geológico de Estados Unidos es 1559899.

## Geografía
Se encuentra a una altitud de 206 metros sobre el nivel del mar (676 pies) según el conjunto de datos de elevación nacional.